# Kuala Tolam
Kuala Tolam is een bestuurslaag in het regentschap Pelalawan van de provincie Riau, Indonesië. Kuala Tolam telt 964 inwoners (volkstelling 2010).